# Marina Vénache
Marina Vénache, connue sous le nom de scène Marina , est une chanteuse française née le 30 octobre 1985. Elle est connue pour sa participation de septembre à décembre 2006 à la sixième saison de Star Academy.

## Biographie
Marina Vénache est née le 30 octobre 1985 à Melun.
Elle est inscrite à une école de musique à l'âge de sept ans et choisit comme instrument le violon. À onze ans, elle intègre une troupe de théâtre. Elle est d'abord attirée par J-J Goldman, puis s'intéresse à la rythmique de Michael Jackson.[pertinence contestée] À l'âge de la maturité[Quoi ?], Marina découvre la chanson engagée, elle donnera des concerts amateurs dans des associations de bienfaisance. Marina découvre la nécessité de se mettre à la guitare pour accompagner ses chansons, et son goût pour la composition musicale lui fait découvrir celle d'apprendre aussi le piano. Ses idoles sont alors Vincent Delerm et Thomas Fersen. Après avoir obtenu son Bac ES, Marina peut se consacrer entièrement à la musique. Elle suit les cours de l'Atla à Paris (école de musique polystyles et poly-instruments reconnue par le ministère de la Culture) et devient auteur, compositeur, interprète. Elle a participé à la saison 6 de Star Academy.

## Discographie

### Singles
- 2008 : Tout me revient[3]

## Concert
- Dison en 2013[5]

## Théâtre
2015 : Tous au musée ! de Joséphine Mikerey

## Émissions de télévision
- 2003 : À la recherche de la nouvelle star (M6).
- 2004 : Chanter la vie (France 2).
- 2004 : Kawaï (Filles TV).
- 2006 : Star Academy 6 (TF1).
- 2007 : Le Maillon Faible - spécial star academy 6 (TF1).